# Triac

TRIAC - símbol

Un triac és un component electrònic equivalent a dos SCR (tiristors) units en anti-paral·lel (en paral·lel, però cadascun en un sentit) i amb les seues portes unides entre si. Açò produeix un commutador electrònic bidireccional que pot conduir corrent en qualsevol direcció quan és disparat (engegat). Pot ser disparat per un voltatge positiu o negatiu aplicat en la porta. Un cop activat, el dispositiu continua conduint fins que el corrent que el recorre disminueix per sota d'un valor límit, com puga ser la fi d'un semicicle d'un corrent altern. Açò fa del triac un commutador molt apropiat per a circuits AC, permetent el control de molta potència amb pulsos de pocs volts (Normalment menors a 24v) i una intensitat de l'escala de microampers. A més, aplicant un pols d'activació dintre un cicle AC permet controlar el percentatge de corrent que passarà pel triac cap a la càrrega (açò s'anomena també control de fase).
Els triacs de baixa potència s'usen en aplicacions com el control de llum, control de velocitat per a ventiladors elèctrics i altres motors elèctrics i també en els microcontroladors moderns de moltes aplicacions domèstiques. Tanmateix, quan s'usa amb càrregues inductives com els ventiladors elèctrics, s'ha d'anar amb compte per a assegurar-se que el triac s'apaga correctament a la fi d'un semicicle d'alterna. De vegades s'usa un circuit supressor per a ajudar en aquest propòsit. Per a càrregues més elevades poden usar-se dos SCR discrets en antiparal·lel en comptes d'un triac. Com que cada SCR tindrà un semicicle de polaritat inversa aplicat a ell, es garanteix que s'apaguen, sense importar el tipus de càrrega.

## Fabricants més importants de Triac
Se'n poden esmentar:
- ST
- NXP Arxivat 2017-02-02 a Wayback Machine.
- Littlefuse
- On semiconductor
- Vishay
- Sharp